# Microbryum curvicollum
Microbryum curvicollum là một loài rêu thuộc họ Pottiaceae. Loài này được R. H. Zander mô tả khoa học hợp lệ năm 1993.